# بلا لاس-تورس
بلا لاس-تورس (مجاری: Béla Las-Torres; ۲۰ آوریل ۱۸۹۰ – ۱۳ اکتبر ۱۹۱۵) شناگر اهل مجارستان بود.